# House of Yes: Live from House of Blues
A House of Yes: Live from House of Blues a Yes 2000-es koncertlemeze, melyet a Las vegasi The House of Blues-ban vettek fel. A lemezen az együttes legsikeresebb számai mellett, a The Ladder dalaiból is hallhatóak részletek.
Az albumot DVD-ként is kiadták.

## Számok listája
A House of Yes dupla koncertalbum, a DVD-kiadás viszont csak egy lemezt tartalmaz.

### Első lemez
1. Yours Is No Disgrace (Jon Anderson/Chris Squire/Steve Howe/Tony Kaye/Bill Bruford) – 13:04
2. Time and a Word (Jon Anderson/David Foster) – 0:58
3. Homeworld (The Ladder) (Jon Anderson/Steve Howe/Billy Sherwood/Chris Squire/Alan White/Igor Khoroshev) – 9:45
4. Perpetual Change (Jon Anderson/Chris Squire) – 10:49
5. Lightning Strikes (Jon Anderson/Steve Howe/Billy Sherwood/Chris Squire/Alan White/Igor Khoroshev) – 5:07
6. The Messenger (Jon Anderson/Steve Howe/Billy Sherwood/Chris Squire/Alan White/Igor Khoroshev) – 6:39
7. Ritual (Nous Sommes Du Soliel) (Jon Anderson/Chris Squire/Steve Howe/Rick Wakeman/Alan White) – 0:59
8. And You And I (Jon Anderson; tételek: Bill Bruford/Steve Howe/Chris Squire) – 11:25
  1. Cord of Life
  2. Eclipse (Jon Anderson/Bill Bruford/Steve Howe)
  3. The Preacher the Teacher
  4. Apocalypse

### Második lemez
1. It Will Be A Good Day (The River) (Jon Anderson/Steve Howe/Billy Sherwood/Chris Squire/Alan White/Igor Khoroshev) – 6:29
2. Face To Face (Jon Anderson/Steve Howe/Billy Sherwood/Chris Squire/Alan White/Igor Khoroshev) – 5:32
3. Awaken (Jon Anderson/Steve Howe) – 17:35
4. I've Seen All Good People – 7:28
  1. Your Move (Jon Anderson)
  2. All Good People (Chris Squire)
5. Cinema (Jon Anderson/Chris Squire/Alan White/Trevor Rabin/Tony Kaye) – 1:58
6. Owner of a Lonely Heart (Jon Anderson/Chris Squire/Trevor Rabin/Trevor Horn) – 6:04
7. Roundabout (Jon Anderson/Steve Howe) – 7:43

A House of Yes: Live from House of Blues (Eagle EAGCD158) nem került fel az eladási listákra sem az Egyesült Királyságban, sem az Amerikai Egyesült Államokban.

## Közreműködő zenészek
- Jon Anderson – ének
- Chris Squire – basszusgitár
- Steve Howe – gitár
- Alan White – dob
- Igor Khoroshev – billentyűs hangszerek
- Billy Sherwood – gitár